# Британска независна филмска награда – Награда Ричард Харис
Награда Ричард Харис за изузетан допринос глумца је британска независна филмска наградa која се додељује глумцу или глумици за које академија сматра да је дала допринос британским филмовима током њихове каријере. Награда је уведена на церемонији 2003 године.

## Победници
- 2003: Џон Херт
- 2004: Боб Хоскинс
- 2005: Тилда Свинтон
- 2006: Џим Бродбент
- 2007: Реј Винстон
- 2008: Дејвид Тјулис
- 2009: Данијел Деј-Луис
- 2010: Хелена Бонам Картер
- 2011: Рејф Фајнс
- 2012: Мајкл Гамбон
- 2013: Џули Волтерс
- 2014: Ема Томпсон
- 2015: Чуетел Еџиофор
- 2016: Алисон Стедман
- 2017: Ванеса Редгрејв
- 2018: Џуди Денч
- 2019: Кристин Скот Томас
- 2020: Гленда Џексон
- 2021: Риз Ахмед